# The Iron Throne
«The Iron Throne» es el sexto y último episodio de la octava y última temporada de la serie de fantasía medieval de HBO, Game of Thrones. Fue escrito y dirigido por David Benioff y D. B. Weiss. El último episodio de la serie, que fue emitido el 19 de mayo de 2019, muestra las consecuencias de las acciones de Daenerys Targaryen en Desembarco del Rey y el fin definitivo de la disputa por el Trono de Hierro y el control de Poniente.

## Argumento
Jon Snow y Davos Seaworth observan la destrucción que ha causado Daenerys Targaryen en Desembarco del Rey, mientras que Tyrion Lannister encuentra los cadáveres de sus hermanos, Jaime y Cersei Lannister, en las ruinas de la Fortaleza Roja. Daenerys pronuncia un discurso ante los Inmaculados y los Dothraki, declarando que liberará no solo a Poniente, sino a todo el mundo, dando a entender que gobernará pese a quien le pese. Tyrion renuncia públicamente como Mano de Daenerys en protesta por sus decisiones, y es arrestado por traición al liberar a Jaime.
Tanto Arya, que también se encuentra en la capital, como Tyrion, advierten a Jon de que el destino de Poniente está en sus manos. Jon se enfrenta a Daenerys en la sala del Trono de Hierro y le clava una daga en el corazón tras prometerle que siempre sería su reina. Llorando la muerte de su madre, Drogon derrite el Trono de Hierro con sus llamaradas y se lleva el cuerpo de Daenerys. Los señores y señoras de Poniente se reúnen para decidir quién será el próximo gobernante, y Tyrion sugiere que los señores y señoras de Poniente elijan a los futuros reyes en lugar de seguir el linaje, ya que comenta que todo hijo de rey ha sido cruel. También propone a Bran Stark como próximo rey bajo este nuevo sistema, ya que Bran tiene una "buena historia". Los demás señores lo aceptan unánimemente. Bran nombra a Tyrion su mano, y se acepta la proposición de Sansa de que El Norte se separe de los Siete Reinos y sea un reino independiente. 
Jon debe unirse a la Guardia de la Noche y afrontar el exilio como penitencia por matar a Daenerys. Posteriormente, Gusano Gris lleva a los Inmaculados y los Dothraki de regreso a Essos, no sin antes desembarcar en Naath. Tyrion reorganiza el Consejo para reconstruir Desembarco del Rey, nombra consejero de La Moneda a Bronn, consejero naval a Davos, gran maestre a Sam Tarly y Comandante de la Guardia Real a Brienne. En una escena se ve a esta escribiendo en el libro blanco la historia final de Jaime, en un último acto de amor hacia él.
Bran intenta buscar a Drogon. Arya decide explorar los mares inexplorados al oeste de Poniente, Sansa es proclamada Reina en el Norte y Jon se dirige más allá del Muro con Fantasma, Tormund y el Pueblo Libre.

## Producción

### Guion
El episodio fue escrito por David Benioff y D. B. Weiss.

### Grabación
El episodio fue dirigido por David Benioff y D. B. Weiss. Fue el único episodio en los que ambos ejercieron de directores.
Durante la escena en la que los personajes se reúnen en Desembarco del Rey, los espectadores se dieron cuenta de que detrás del pie del actor John Bradley había una botella de plástico.

### Casting
En este episodio regresaron los actores Tobias Menzies como Edmure Tully y Lino Facioli como Robin Arryn; ninguno de ellos había aparecido desde la sexta temporada.